# The Band Perry
The Band Perry là ban nhạc thể loại đồng quê nước Mỹ, với 3 thành viên là Kimberly Perry (hát chính, ghita, piano) và hai em trai của cô là Reid Perry (ghita bass, hát bè) và Neil Perry (mandolin, trống, accordion, bè). Ban nhạc ký hợp đồng với hãng Republic Nashville vào tháng 8 năm 2009 và phát hành album đầu tay, The Band Perry, cùng hai đĩa đơn từ album này là "Hip to My Heart" và "If I Die Young".

## Lịch sử
Bộ ba chị em nhà Perry bắt đầu ca hát từ khi còn là những đứa trẻ ở Alabama. Quê nhà họ ở Greeneville, Tennessee. Kimberly Perry sinh năm 1984, Reid Perry sinh năm 1989, và Neil Perry sinh năm 1991. Ban nhạc thời niên thiếu của họ cũng do Kimberly Perry hát chính và hai em Neil và Reid chơi nhạc cụ.
Năm 2008, The Band Perry được phát hiện bởi Bob Doyle, quản lý của Garth Brooks, người sau đó đã giúp họ trong việc thu âm các bài hát. Những bản thu này đã được gửi đến Scott Borchetta, người đứng đầu hãng thu âm mới thành lập Republic Nashville. Tháng 8 năm 2009, ban nhạc ký hợp đồng với hãng này và phát hành đĩa đơn đầu tay "Hip to My Heart" tháng đó. Cả ba thành viên đã viết ca khúc này cùng Brett Beavers và nó đã đạt đến vị trí thứ 20 trên bảng xếp hạng nhạc đồng quê Hot Country Songs ở Mỹ. Tiếp sau đó, họ phát hành EP mang tên nhóm vào tháng 4 năm 2010.
Sau khi "Hip to My Heart" dần rời khỏi bảng xếp hạng, ban nhạc đã phát hành đĩa đơn thứ hai, "If I Die Young" vào tháng 6 năm 2010. Bài hát này do Kimberly sáng tác, đã đạt đến vị trí số 1 trên Hot Country Songs và là đĩa đơn đầu tiên lọt vào Hot 100, ở vị trí 19. Nhóm cho ra mắt album đầu tay của mình, The Band Perry sau đó vào tháng 10.
Đĩa đơn thứ ba của album, "You Lie", đã được phát hành trên sóng radio ngày 18 tháng 1 năm 2011.

## Danh sách đĩa nhạc

### Album phòng thu
| Năm  | Chi tiết album                                                                  | Vị trí cao nhất | Vị trí cao nhất | Chứng nhận |
| Năm  | Chi tiết album                                                                  | US Country      | US              | Chứng nhận |
| ---- | ------------------------------------------------------------------------------- | --------------- | --------------- | ---------- |
| 2010 | The Band Perry - Phát hành: 12 tháng 10 năm 2010 - Hãng đĩa: Republic Nashville | 2               | 4               | US: Vàng   |

### EP
| Năm  | Chi tiết album                                                                   | Vị trí cao nhất | Vị trí cao nhất |
| Năm  | Chi tiết album                                                                   | US Country      | US Heat         |
| ---- | -------------------------------------------------------------------------------- | --------------- | --------------- |
| 2010 | The Band Perry EP - Phát hành: 6 tháng 4 năm 2010 - Hãng đĩa: Republic Nashville | 32              | 4               |

### Đĩa đơn
| Năm                                      | Đĩa đơn           | Vị trí cao nhất | Vị trí cao nhất | Vị trí cao nhất | Chứng nhận (dựa theo doanh số) | Album          |
| Năm                                      | Đĩa đơn           | US Country      | US              | CAN             | Chứng nhận (dựa theo doanh số) | Album          |
| ---------------------------------------- | ----------------- | --------------- | --------------- | --------------- | ------------------------------ | -------------- |
| 2009                                     | "Hip to My Heart" | 20              | —               | —               |                                | The Band Perry |
| 2010                                     | "If I Die Young"  | 1               | 19              | 48              | - US: 2× Bạch kim              | The Band Perry |
| 2011                                     | "You Lie"         | 7               | 52              |                 | —                              | The Band Perry |
| "—" nghĩa là không lọt vào bảng xếp hạng |                   |                 |                 |                 |                                |                |

### Video âm nhạc
| Năm  | Video             | Đạo diễn        |
| ---- | ----------------- | --------------- |
| 2010 | "Hip to My Heart" | Trey Fanjoy     |
| 2010 | "If I Die Young"  | David McClister |

## Giải thưởng và đề cử
| Năm  | Giải thưởng                      | Hạng mục                                                      | Kết quả      |
| ---- | -------------------------------- | ------------------------------------------------------------- | ------------ |
| 2010 | Country Music Association Awards | Vocal Group of the Year                                       | Đề cử        |
| 2010 | American Country Awards          | New/Breakthrough Artist of the Year                           | Đề cử        |
| 2010 | American Country Awards          | Duo/Group of the Year                                         | Đề cử        |
| 2011 | Giải Grammy lần thứ 53           | Best Country Song — "If I Die Young"                          | Đề cử        |
| 2011 | Academy of Country Music Awards  | Top New Vocal Duo or Group                                    | Đoạt giải    |
| 2011 | Academy of Country Music Awards  | Top New Artist                                                | Đoạt giải    |
| 2011 | Academy of Country Music Awards  | Top Vocal Group                                               | Đề cử        |
| 2011 | Academy of Country Music Awards  | Single Record of the Year — "If I Die Young"                  | Đề cử        |
| 2011 | Academy of Country Music Awards  | Bài hát của năm — "If I Die Young"                            | Đề cử        |
| 2011 | CMT Music Awards                 | Video của năm — "If I Die Young"                              | Chưa công bố |
| 2011 | CMT Music Awards                 | Group Video of the Year — "If I Die Young"                    | Chưa công bố |
| 2011 | CMT Music Awards                 | USA Weekend Breakthrough Video of the Year — "If I Die Young" | Chưa công bố |